# Dreieinigkeitskirche (Rudolzhofen)

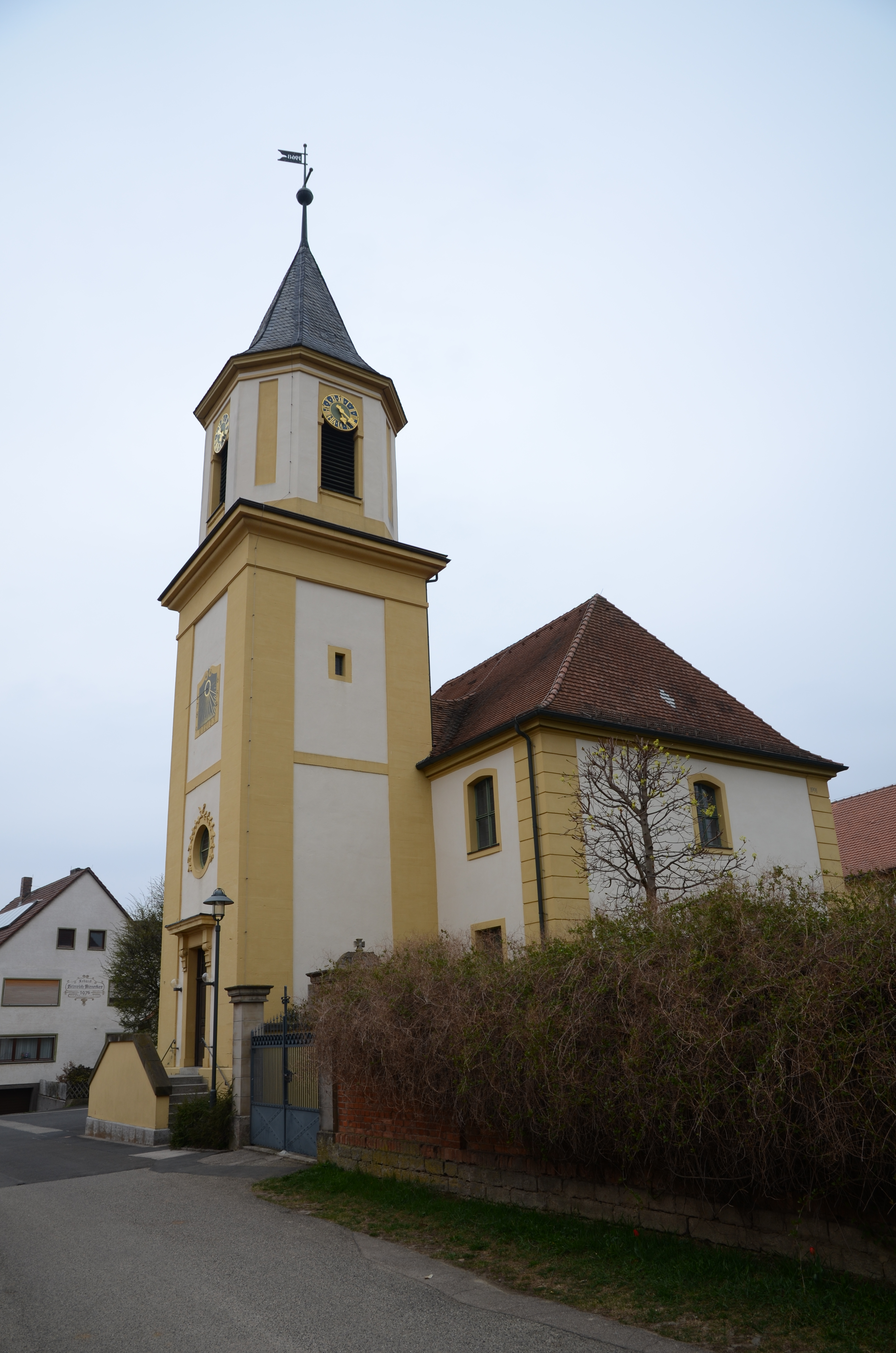
Dreieinigkeitskirche (Rudolzhofen)

Die denkmalgeschützte, evangelisch-lutherische Dreieinigkeitskirche steht in Rudolzhofen, einem Gemeindeteil der Stadt Uffenheim im Landkreis Neustadt an der Aisch-Bad Windsheim (Mittelfranken, Bayern). Die Kirche ist unter der Denkmalnummer D-5-75-168-118 als Baudenkmal in der Bayerischen Denkmalliste eingetragen. Die Filialkirche gehört zum Dekanat Uffenheim im Kirchenkreis Ansbach-Würzburg der Evangelisch-Lutherischen Kirche in Bayern.

## Beschreibung
Die traufständige Saalkirche wurde 1744 von Johann David Steingruber erbaut. Das mit einem Walmdach bedeckte Langhaus ist quergelagert und steht nördlich des mit Lisenen an den Ecken versehenen Kirchturms, der 1791 nach einem Einsturz erneuert wurde. Sein achteckiges oberstes Geschoss beherbergt die Turmuhr und den Glockenstuhl. Darauf sitzt ein schiefergedeckter achtseitiger Knickhelm. Der dreiseitig geschlossene Chor liegt dem Kirchturm gegenüber. 
Der Innenraum ist mit Emporen ausgestattet. Die Kirchenausstattung stammt aus der Bauzeit.
Die Orgel stammt von Johann Christoph Wiegleb.